# Modisimus
Modisimus is een geslacht van spinnen uit de familie trilspinnen (Pholcidae).

## Soorten
Het geslacht kent de volgende soorten:
- Modisimus beneficus Gertsch, 1973
- Modisimus boneti Gertsch, 1971
- Modisimus bribri Huber, 1998
- Modisimus cahuita Huber, 1998
- Modisimus caldera Huber, 1998
- Modisimus cavaticus Petrunkevitch, 1929
- Modisimus chiapa Gertsch, 1977
- Modisimus chickeringi Gertsch, 1973
- Modisimus coco Huber, 1998
- Modisimus coeruleolineatus Petrunkevitch, 1929
- Modisimus concolor Bryant, 1940
- Modisimus cornutus Kraus, 1955
- Modisimus culicinus (Simon, 1893)
- Modisimus david Huber, 1997
- Modisimus deltoroi Valdez-Mondragón & Francke, 2009
- Modisimus dilutus Gertsch, 1941
- Modisimus dominical Huber, 1998
- Modisimus elevatus Bryant, 1940
- Modisimus elongatus Bryant, 1940
- Modisimus femoratus Bryant, 1948
- Modisimus fuscus Bryant, 1948
- Modisimus glaucus Simon, 1893
- Modisimus globosus Schmidt, 1956
- Modisimus gracilipes Gertsch, 1973
- Modisimus guatuso Huber, 1998
- Modisimus guerrerensis Gertsch & Davis, 1937
- Modisimus inornatus O. P.-Cambridge, 1895
- Modisimus iviei Gertsch, 1973
- Modisimus ixobel Huber, 1998
- Modisimus maculatipes O. P.-Cambridge, 1895
- Modisimus madreselva Huber, 1998
- Modisimus mckenziei Gertsch, 1971
- Modisimus minima (González-Sponga, 2009)
- Modisimus mitchelli Gertsch, 1971
- Modisimus modicus (Gertsch & Peck, 1992)
- Modisimus montanus Petrunkevitch, 1929
  - Modisimus montanus dentatus Petrunkevitch, 1929
- Modisimus nicaraguensis Huber, 1998
- Modisimus ovatus Bryant, 1940
- Modisimus palenque Gertsch, 1977
- Modisimus pana Huber, 1998
- Modisimus pavidus Bryant, 1940
- Modisimus pittier Huber, 1998
- Modisimus propinquus O. P.-Cambridge, 1896
- Modisimus pulchellus Banks, 1929
- Modisimus pusillus Gertsch, 1971
- Modisimus rainesi Gertsch, 1971
- Modisimus reddelli Gertsch, 1971
- Modisimus sanvito Huber, 1998
- Modisimus sarapiqui Huber, 1998
- Modisimus selvanegra Huber, 1998
- Modisimus sexoculatus Petrunkevitch, 1929
- Modisimus signatus (Banks, 1914)
- Modisimus simoni Huber, 1997
- Modisimus solus Gertsch & Peck, 1992
- Modisimus texanus Banks, 1906
- Modisimus tortuguero Huber, 1998
- Modisimus tzotzile Brignoli, 1974
- Modisimus vittatus Bryant, 1948